# لیگ دسته‌یک والیبال مردان ایران ۱۳۷۳
لیگ برتر والیبال ایران ۱۳۷۳ پنجمین دوره مسابقات دسته‌یک والیبال ایران می‌باشد. در این دوره ۸ تیم شرکت داشتند و در در پایان تیم فجر سپاه تهران به قهرمانی این دوره از رقابت‌های لیگ ایران رسید.

## جدول رده‌بندی
| رتبه | تیم            |
| ---- | -------------- |
| ۱    | فجر سپاه تهران |
| ۲    | فولاد خوزستان  |
| ۳    | ریخته‌گری تبریز |

## رده‌بندی نهایی
| رتبه | تیم            |
| ---- | -------------- |
| 1    | فجر سپاه تهران |
| 2    | فولاد خوزستان  |
| 3    | ریخته‌گری تبریز |

|  | راه‌یافته به جام صلح ۱۹۹۵ |

| قهرمان فصل ۱۳۷۳ لیگ برتر ایران |
| ------------------------------ |
| فجر سپاه تهران نخستین قهرمانی  |

|  |  |